# Kisbajom
Kisbajom é um município da Hungria, situado no condado de Somogy. Tem 13,67 km² de área e sua população em 2019 foi estimada em 402 habitantes.